# 松元崇
松元 崇（まつもと たかし、1952年〈昭和27年〉11月25日 - ）は、日本の元大蔵・財務・内閣府官僚。学位はMBA（スタンフォード大学・1980年）。熊本県企画開発部長、財務省主計局次長、内閣府大臣官房長、内閣府事務次官などを歴任した。内閣府退官後、国家公務員共済組合連合会理事長、日本ローイング協会理事、日本財政学会会員、日本アスペン研究所諮問委員、日本近代文学館理事、人文知応援フォーラム理事、民間外交推進協会監事など。

## 来歴

### 生い立ち
1952年、東京都にて生まれた。幼少期を鹿児島県で過ごし、小学生の時に上京し、筑波大学附属駒場高等学校を経て、東京大学に進学した。東京大学では四年間漕艇部に所属し、留年して1975年に国家公務員採用上級試験と司法試験に合格した。翌年、東京大学を卒業するとともに、大蔵省（のちの財務省）に入省した（主税局国際租税課）。

### 官界にて
1976年に大蔵省に入省した。証券局では総務課や業務課の課長補佐を務めた。業務課の課長補佐としては、証券投資顧問業法（のちの金融商品取引法）の立法作業を手がけている。その後、主税局総務課の企画官を経て、主計局総務課の課長や、主計局の末席次長などを歴任した。なお、主計局では、農林水産分野や通商産業分野を手がけた。その後、内閣府に転じ、政策統括官（経済社会システム担当）や官房長、事務次官などを務めた。2012年1月10日付で、浜野潤の後任として内閣府の事務次官に就任した。

### 退官後
弁護士法第5条の規定に基づき、法務大臣より弁護士資格の認定を受ける。株式会社第一生命経済研究所特別顧問。イノテック株式会社取締役。グノシー取締役。三菱マテリアル取締役。
2015年、公益財団法人国際保険振興会理事長。2017年9月1日、国家公務員共済組合連合会理事長に就任。
2023年、瑞宝重光章受章。

## 人物
立法作業
大蔵省証券局業務課の課長補佐時代に、証券投資顧問業法の立法作業を担当している。そのときの経験から、新しい法律を成立させる作業について「証券局長以下末端の係員に至るまで、実に多くの人々のチームワークの成果であり、その後の役人人生にとって貴重な経験」だと語っている。
課長補佐
また、課長補佐というポストについて「係長や係員とは異なり、仕事に大きな責任が伴っている」と指摘したうえで、自身が課長補佐だったころを回顧し「その重圧に押しつぶされ、霞が関では何年かに1人は自殺する、あるいは過労から亡くなるというのが当時の状況であった」と述懐している。実際に、主計局にて予算編成時に通商産業分野を担当する主査が亡くなったため、その後任になったこともあったとされる。
著作
山縣有朋や高橋是清などを取り上げ、当時の財政や地方自治など社会制度についての考察も交えた書籍を複数上梓している。

## 略歴
- 1952年11月25日：誕生
- 1973年00　00　：東京大学漕艇部全日本選手権エイト整調
- 1976年03月00　：東京大学法学部第1類卒業
- 1976年04月00　：大蔵省入省、主税局国際租税課配属
- 1976年06月00　：大蔵省主税局調査課[4]
- 1978年05月00　：大蔵省主税局付（スタンフォード大学留学）[4]
- 1980年00　00　：スタンフォード大学経営大学院修了
- 1980年00　00　：大蔵省大臣官房秘書課財務官室調査主任[17]
- 1982年00　00　：広島国税局尾道税務署長
- 1983年00　00　：大蔵省証券局総務課長補佐
- 1986年00　00　：大蔵省主計局主計官補佐（農林水産、通商産業係担当）
- 1991年00　00　：熊本県企画開発部長
- 1993年00　00　：大蔵省銀行局中小金融課金融会社室長
- 1994年00　00　：大蔵省主税局総務課主税企画官
- 1995年00　00　：大蔵省主計局調査課長
- 1997年07月00　：大蔵省主計局主計官（農林水産係担当）
- 2000年07月00　：大蔵省主計局法規課長
- 2001年07月00　：財務省主計局総務課長
- 2004年07月00　：財務省主計局次長
- 2007年07月00　：内閣府政策統括官（経済社会システム担当）
- 2010年00　00　：内閣府大臣官房長
- 2012年01月00　：内閣府事務次官
- 2014年01月00　：内閣府退官
- 国家公務員共済組合連合会理事長、財務総合政策研究所上席客員研究員）

## 同期
- 佐々木豊成（元内閣官房副長官補）
- 中江公人（元防衛事務次官）
- 畑中龍太郎（元金融庁長官）
- 岡本佳郎（日本酒造組合中央会副会長、元国税庁次長）
- 御厨邦雄（世界税関機構事務総局長）
- 荒巻健二（東京大学名誉教授）

## 著書
- 『大恐慌を駆け抜けた男 高橋是清』 中央公論新社、2009年。ISBN 9784120040009
  - 『恐慌に立ち向かった男 高橋是清』 中公文庫、2012年。ISBN 9784122056046
- 『高橋是清暗殺後の日本―「持たざる国」への道』 大蔵財務協会、2010年
  - 『持たざる国への道―あの戦争と大日本帝国の破綻』 中公文庫、2013年。ISBN 9784122058217
- 『山縣有朋の挫折―誰がための地方自治改革』 日本経済新聞出版社、2011年。ISBN 9784532354947
- 『リスク・オン経済の衝撃―日本再生の方程式』 日本経済新聞出版社、2014年。ISBN 9784532356125
- 『「持たざる国」からの脱却 日本経済は再生しうるか』 中公文庫、2016年。ISBN 9784122062870
- 『決定版 日中戦争』 新潮新書、2018年。ISBN 9784106107887
- 『日本経済低成長からの脱却』 NTT出版、2019年。ISBN 9784757123793
- 「61年産米に係る生産者米価の決定ー新たな農政誕生への苦しみ」ファイナンス : 財務省広報誌 /1986-09 p.ｐ22～33
- 「証券投資家被害の防止ー有価証券に係る証券投資顧問業の規制等に関する法律」ジュリスト / 有斐閣 (通号 865) 1986-07-15 p.ｐ61～64
- 「財政構造改革をめぐる動き」財経詳報、1996-05-21 p.ｐ6～8
- 「IT革命が拓く農業新時代」週刊東洋経済、2000-07-29 p.ｐ108～11
- 「幕末の貨幣改鋳」文芸春秋、2014-07 p.82-84
- 「明治の町村行財政制度の成立と終焉ー立憲制の学校」第73回日本財政学会報告、2016
- 「高橋是清による国債の日本銀行直接引き受け― 財政赤字の弊害は何か―」第74回回日本財政学会報告、2017
- 『金融経済研究』「われわれは，高橋是清から何を学ぶのか」第40号，2018年1月
- 「正貨流出問題」第75回回日本財政学会報告、2018
- 「我が国の公会計改革ー現状と課題ー」第76回回日本財政学会報告、2019
- 「少子化低成長論の誤謬」政策科学学会年報 / 政策科学学会編集委員会編、2019-03 p.ｐ1-15
- 「石橋湛山の財政思想 戦後復興の基礎の形成」第77回回日本財政学会報告、2020

## 関連人物
- 阪本和道（内閣府審議官）